# 坎克劳
坎克劳是德国石勒苏益格－荷尔斯泰因州的一个市镇。总面积4.21平方公里，总人口219人，其中男性113人，女性106人（2011年12月31日），人口密度52人/平方公里。